# بوبر کاکامگا
بوبر کاکامگا (نام علمی: Arizelocichla kakamegae) نام یک گونه از سرده بوبرهای آفریقایی است.